# Concepció Mata i Fuentes
Concepció Mata i Fuentes (Vilafranca del Penedès, 1928-2023) fou una assistent social que ha treballat a favor de les persones i les famílies en risc d'exclusió, a Catalunya i, durant dotze anys, a Xile. El 1979, fundà la Fundació Centre Obert Joan Salvador Gavina, que del barri barceloní del Raval dona suport als més desfavorits, especialment als joves. El Govern de Catalunya li concedí la Creu de Sant Jordi el 2013.